# Lomanotus marmoratus
Lomanotus marmoratus är en snäckart som först beskrevs av Joshua Alder och Hancock 1845.  Lomanotus marmoratus ingår i släktet Lomanotus och familjen Lomanotidae. Inga underarter finns listade i Catalogue of Life.